# Slavko Obadov
Slavko Obadov, född den 12 juli 1948 i Zemun, Jugoslavien, är en jugoslavisk judoutövare.
Han tog OS-brons i herrarnas mellanvikt i samband med de olympiska judotävlingarna 1976 i Montréal.